# Feldgesangbuch

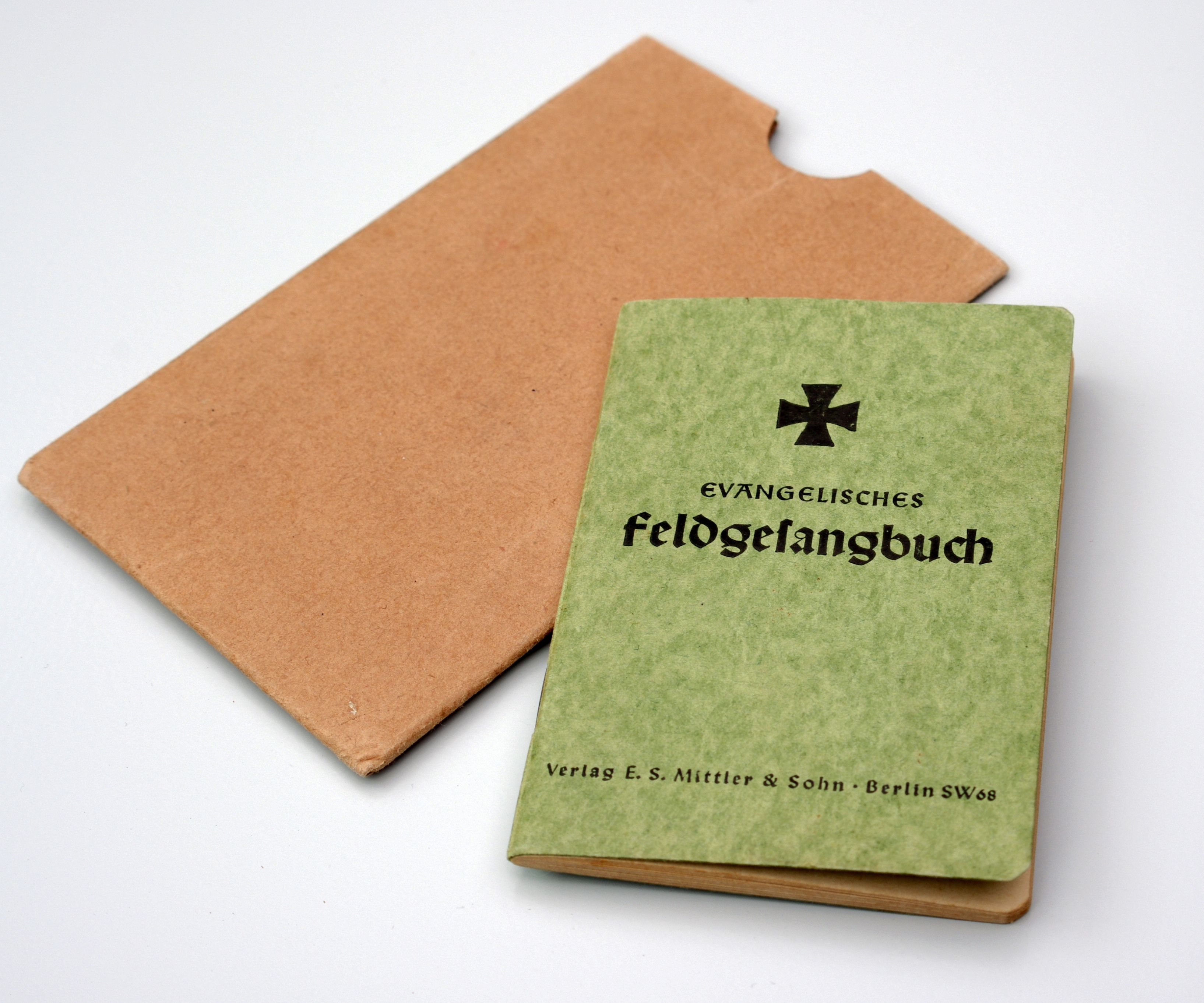
Feldgesangbuch mit Schutzhülle

Ein Feldgesangbuch  (auch Militärgesangbuch oder Soldatengesangbuch) ist ein für den religiösen Gebrauch durch Soldaten gestaltetes Gesangbuch. 
Evangelische Gesangbücher für den militärischen Gebrauch sind seit Beginn des 18. Jahrhunderts nachweisbar, römisch-katholische seit dem Ende des 19. Jahrhunderts. Evangelische und katholische Feldgesangbücher wie auch Zusammenstellungen jüdischen Militärliedgutes gehörten zur soldatischen Ausrüstung im Ersten Weltkrieg. Im Zweiten Weltkrieg wurden die evangelischen und katholischen Gesangbücher von 1939 genutzt. Einige Liedtexte waren im Sinne der Nationalsozialisten verändert worden. So endete „Großer Gott, wir loben dich“ mit „Losungswort sei allzugleich: Treu zu Führer, Volk und Reich!“.